# Frölunda torg (station)
Frölunda torg är namnet på en spårvagnshållplats på Göteborgs spårväg i Frölunda i sydvästra Göteborg. Den ligger i anslutning till köpcentret Frölunda torg under torget. När den byggdes 1966 var den en helt underjordisk hållplats liksom Hammarkullen men byggdes om 2008 till att delvis vara öppen utåt. Söder om hållplatsen finns en vändslinga för spårvagnarna. Frölundatunneln leder spårvagnarna vidare mot Tynnered.
På marknivå nära spårvagnshållplatsen ligger busstationen Frölunda Torg. Den är västra Göteborgs största knutpunkt för bussar. Ett antal busslinjer förbinder västra Göteborg med resten av staden samt flertalet linjer som går lokalt i närområdet. Vid busstationen finns en byggnad med väntsal, tidningskiosk, café samt en Västtrafikbutik med mera.

## Se även

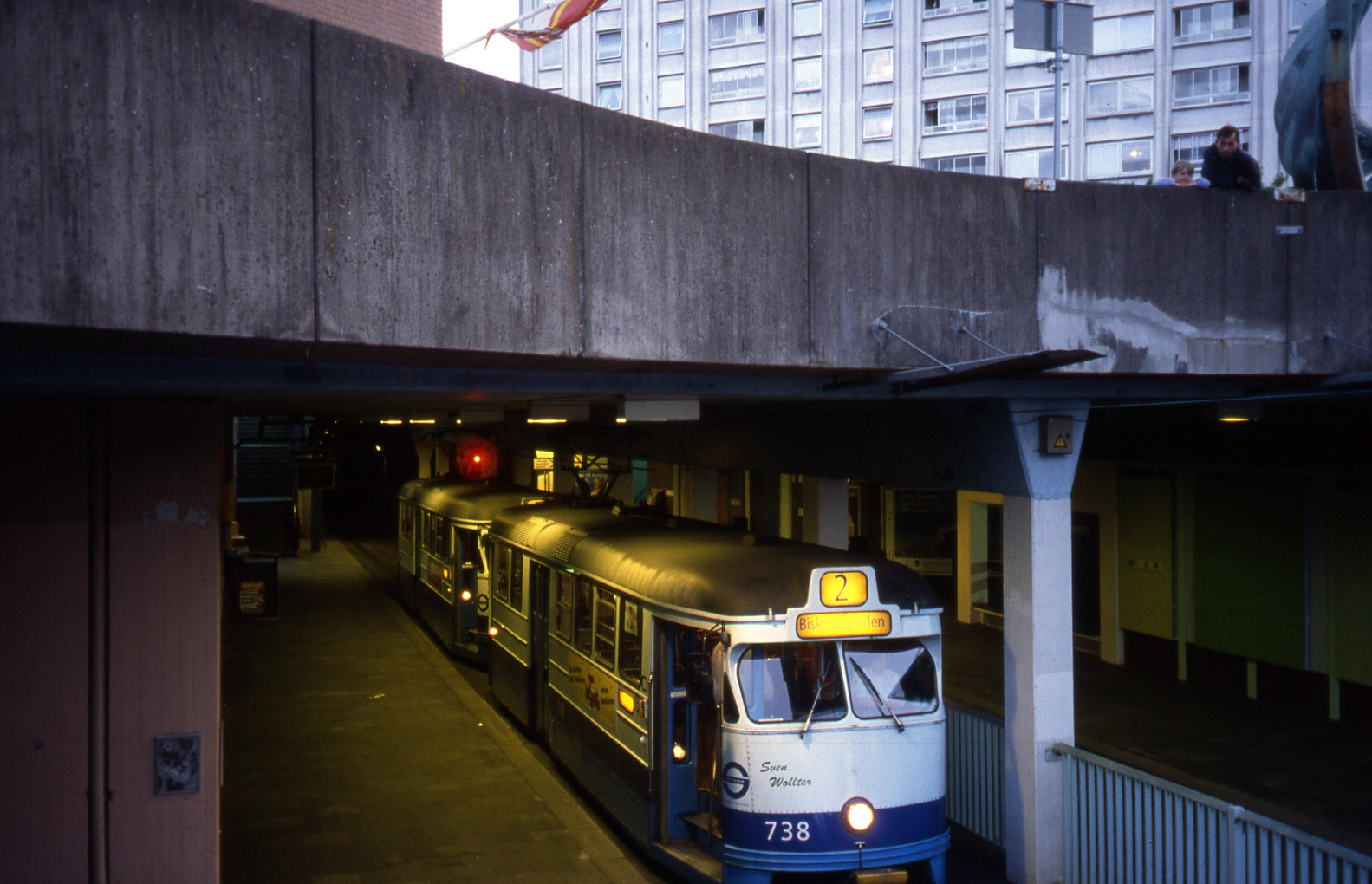
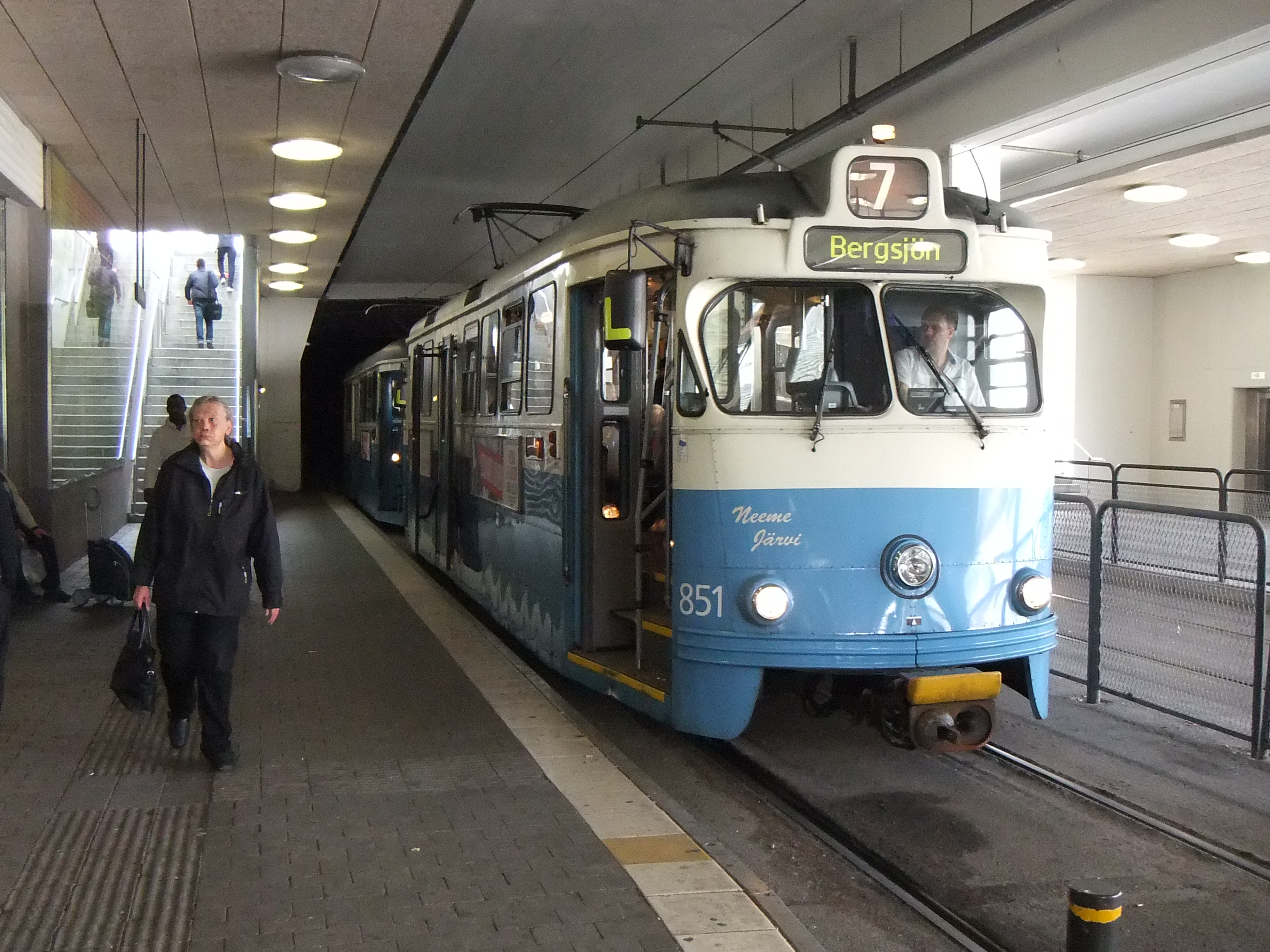
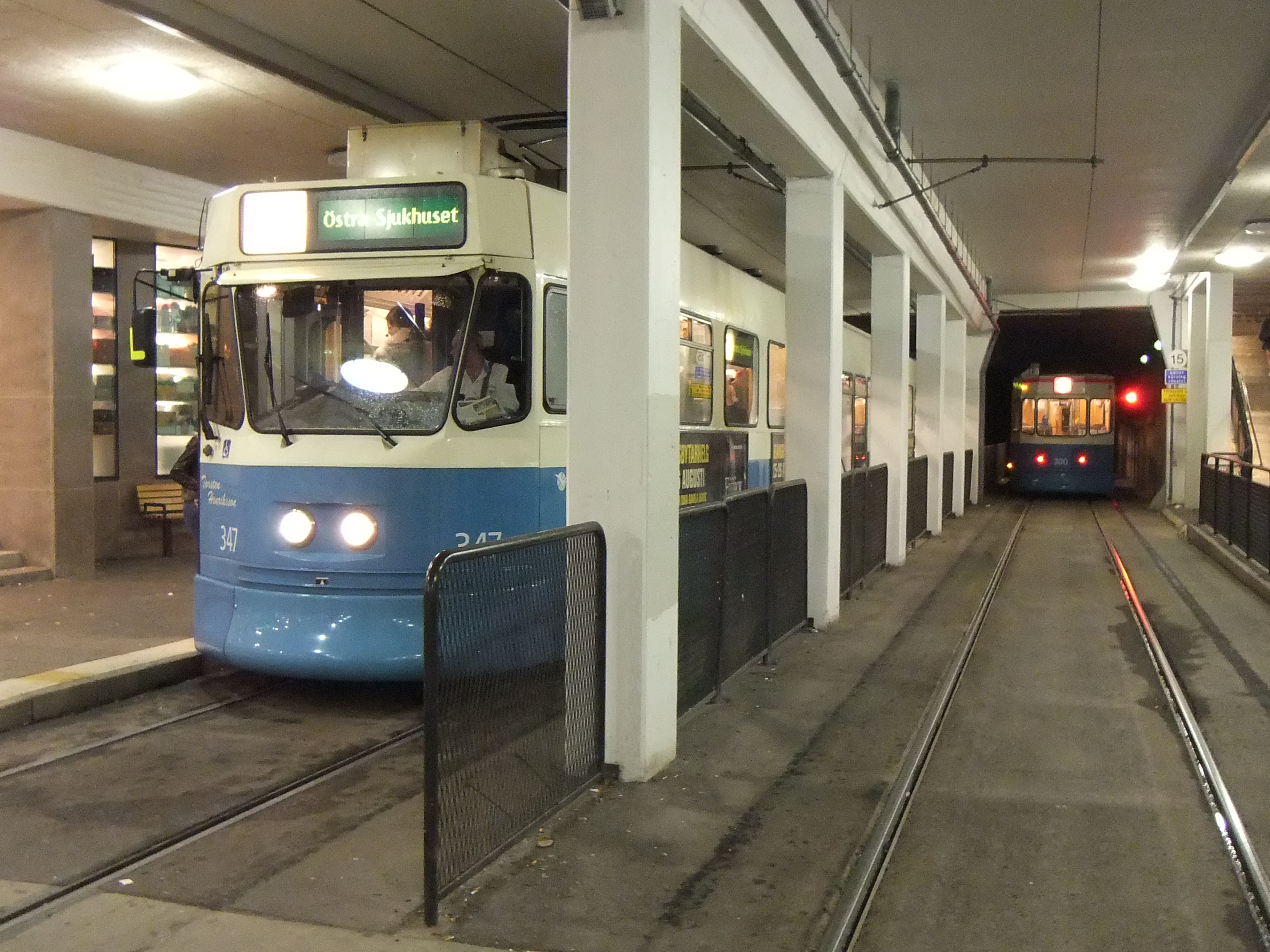
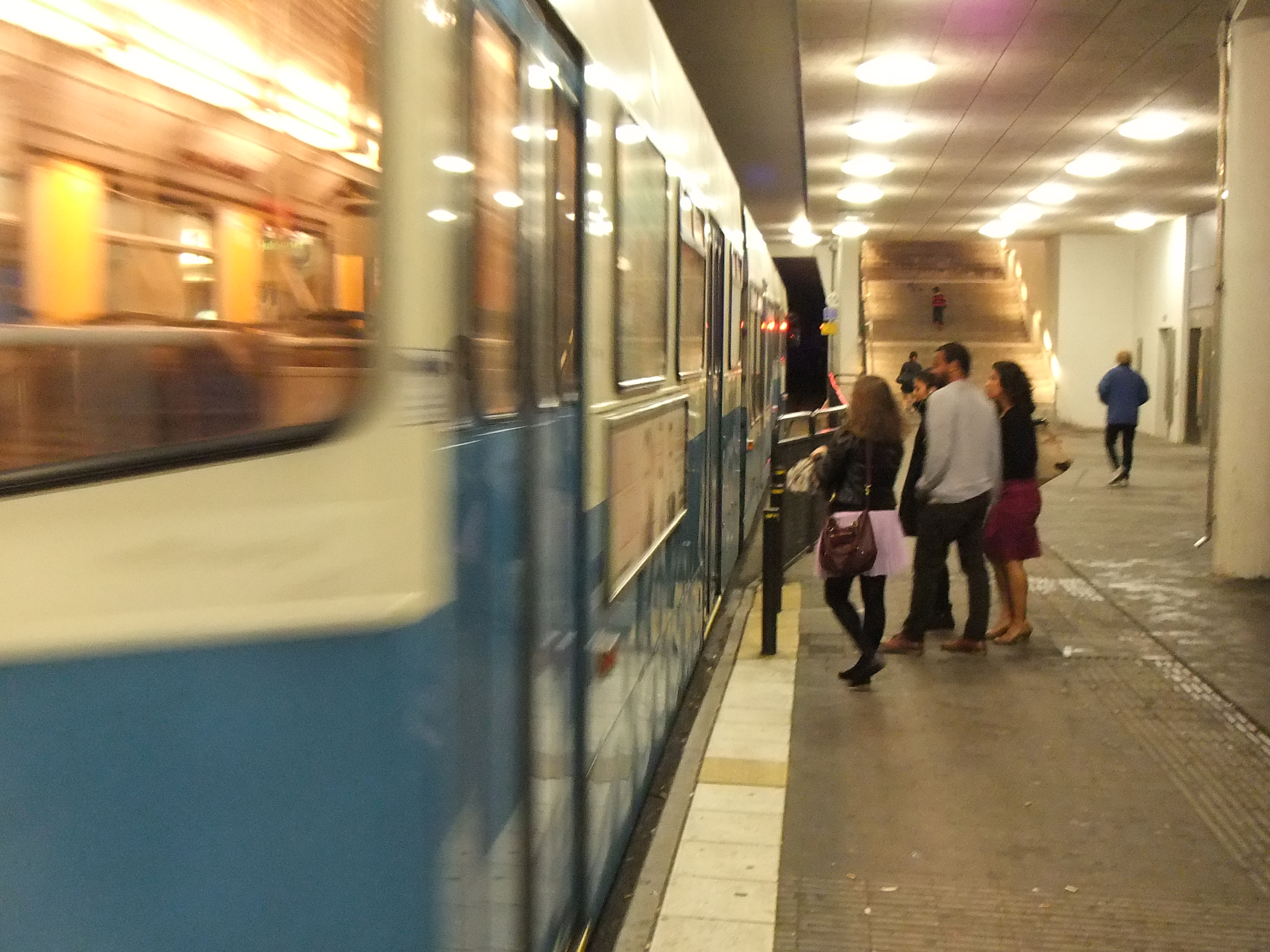

## Källhänvisningar
1. ↑  ”Detaljplan för Utveckling av handel och bostäder vid Frölunda Torg inom stadsdelen Järnbrott i Göteborg”. 1100/04 (F IIa 4880). Göteborgs stad Stadsbyggnadskontoret. 2 maj 2005. sid. 10. Arkiverad från originalet den 23 maj 2014. https://web.archive.org/web/20140523013037/http://www5.goteborg.se/prod/fastighetskontoret/etjanst/planobygg.nsf/vyFiler/Fr%C3%B6lunda%20-%20bost%C3%A4der%20och%20handel%20vid%20Fr%C3%B6lunda%20Torg-Plan%20-%20utst%C3%A4llning-Planbeskrivning/$File/Planbeskrivning.pdf?OpenElement. Läst 27 juli 2013.
2. ↑  ”Frölunda Torg”. Göteborg & Co/Göteborgs Turistbyrå. Arkiverad från originalet den 22 oktober 2012. https://web.archive.org/web/20121022171625/http://www.goteborg.com/sv/Evenemang/s/Events/viewArena.asp?arenaId=30. Läst 27 juli 2013.
3. ↑  Anders Sahlberg (13 maj 2008). ”Hållplats byggs om i Frölunda”. Göteborgs-Posten. Arkiverad från originalet den 23 maj 2014. https://web.archive.org/web/20140523133704/http://www.gp.se/nyheter/goteborg/1.106900-hallplats-byggs-om-i-frolunda?m=print. Läst 27 juli 2013.